# Hololepis pedunculata
Hololepis es un género monotípico de plantas fanerógamas perteneciente a la familia de las asteráceas. Su única especie, Hololepis pedunculata, es originaria de Brasil.

## Distribución
Es un endemismo de Brasil, donde se encuentra en el Cerrado en Minas Gerais.

## Taxonomía
Hololepis pedunculata fue descrita por (DC. ex Pers.) DC. y publicado en Annales du Muséum National d'Histoire Naturelle 16: 155, 189. 1810.
sinonimia
- Baccharoides pedunculatum (DC. ex Pers.) Kuntze
- Haynea pedunculata (DC. ex Pers.) Spreng.
- Hololepis involucrata (Less.) Sch.Bip.
- Proteopsis glauca Mart. ex Baker
- Serratula pedunculata DC. ex Pers.	basónimo
- Vernonia involucrata Less.
- Vernonia pedunculata (DC. ex Pers.) DC.[3]